# Bari Rolfe
Bari Rolfe (Chicago, 20 luglio 1916 – Oakland, 19 ottobre 2002) è stata una mimo, coreografa e scrittrice statunitense.

## Biografia
Bari Rolfe nacque il 20 luglio 1916 da una famiglia di origini ebraiche, in una comunità di immigrati russi a Chicago, nell'Illinois. Il padre era un chiropratico, la madre una stilista; le feste con danze e musica erano comuni nella comunità, e la madre, in particolare, incoraggiò il suo amore per la danza.
Da bambina studiò danza classica e dalla metà degli anni trenta si esibì in teatri e cabaret, oltre che alla Fiera mondiale di Chicago; in seguito ad una caduta dal palco che le procurò alcune conseguenze alla schiena, sospese per un certo periodo l'attività. Successivamente lavorò con il Pan American Dance Group e si esibì presso istituzioni militari nel sud della California.
Dopo la seconda guerra mondiale la sua famiglia si trasferì a Los Angeles, dove Rolfe prese parte ad una piccola compagnia teatrale, in parte politica, acquisendo esperienza di recitazione.

### Carriera come mimo ed insegnante
Nel 1955, mentre viveva a San Francisco con il primo dei suoi tre mariti, assistette a un'esibizione del mimo Marcel Marceau, per la prima volta in tour negli Stati Uniti, e ne fu a tal punto colpita da decidere, dopo alcuni anni, di recarsi a Parigi per studiare nella scuola di Étienne Decroux e all'École Internationale de Théâtre Jacques Lecoq.
Così avrebbe in seguito ricordato: "La mia motivazione è stata quella di diventare un mimo più performante, ma lì ho trovato così tante porte che si aprivano in un mondo di movimento significativo, di maschere, clown e teatro fisico, che volevo solo insegnare".
Inizialmente si dedicò all'insegnamento della danza moderna, poi fece parte di una compagnia di mimo di tre persone al Crazy Horse Saloon, oltre a dare lezioni di mimo nei teatri e all'università e lavorare come coreografa per una compagnia di marionette. Visse nella capitale francese per tre anni e divenne amica e compagna di Marcel Marceau, con cui mantenne per diverso tempo una relazione.
Nel 1967 tornò negli Stati Uniti, in un frangente storico in cui il mimo stava iniziando a essere riconosciuto "sia come forma d'arte, che come abilità utile per gli attori per la sua comprensione del movimento e la sua capacità di migliorare gli aspetti fisici del teatro". Tra il 1972 e il 1978 diversi dipartimenti teatrali statunitensi introdussero corsi di mimo e Rolfe trovò lavoro come insegnante in programmi di formazione per attori, scuole di mimo, scuole di danza e università negli Stati Uniti - Università della California - Los Angeles, California State University, Northridge, Università del Washington, Chabot College, dove contribuì a fondare il Conservatorio di mimo – e in Messico, Francia, Paesi Bassi, Israele e Canada.
All'inizio degli anni '70 i suoi articoli sul mimo vennero pubblicati sul Los Angeles Times e sul Chicago Tribune e iniziarono a fare la loro comparsa su riviste specialistiche, come Mime Journal e Mime, Mask and Marionette.
Nel 1974 Rolfe coordinò il programma dell'International Mime Institute and Festival a cui parteciparono artisti americani e internazionali. Condusse anche diversi seminari in Europa e in Canada e all'International Festival of Clowning presso la California State University a Sacramento.
Soprannominata "la nonna del mimo americano" dai suoi allievi e ammiratori, scrisse diversi libri sul mimo e su altri argomenti legati al teatro, tra cui Behind the Mask e Commedia dell'Arte: A Scene Study Book, nel 1977; Movement for Period Plays nel 1985 e History and Mystery of Mime nel 1990. Ha curato altri libri, tra cui Mime Directory Bibliography nel 1978 e Mimes on Miming nel 1980.

### Attivismo politico
Rolfe è stata una delle fondatrici di OWL, la Older Women's League e si è unita ad altri gruppi progressisti.

### Morte
Ha vissuto a Oakland, in California, dal 1977 fino alla sua morte nel 2002. È morta per complicazioni ai reni.

## Pubblicazioni
Bari Rolfe ha scritto diversi libri sul mimo e sulla commedia dell'arte e pubblicato articoli in riviste specialistiche, di mimo e di teatro.

### Libri
- Behind the Mask, 1977
- Commedia dell'Arte: A Scene Study Book, 1977
- Movement for Period Plays, 1985
- History and Mystery of Mime, 1990
- Actions Speak Louder, 1992
- Mimes on Miming, An Anthology of Writings on the Art of Mime, 1980 (curatrice)

### Articoli
- The Actor's World of Silence, in Quarterly Journal of Speech, 1969, pp. 394–400.
- Mime-Paradigm of Paradox, in Impulse, (1969-70),  p. 37.
- The Mime of Jacques Lecoq, in Drama Review, 16.1 (marzo 1972), pp. 34–38.
- Mime in America, in The Mime Journal, 1 (1974), pp. 2–12.
- Queens of mime, in Dance Magazine, 50 (1976), pp. 68–73.
- Magic Century of French Mime, in Mime, Mask & Marionette, 1.3 (autunno 1978), pp. 135–158.